# Sabina de Baviera

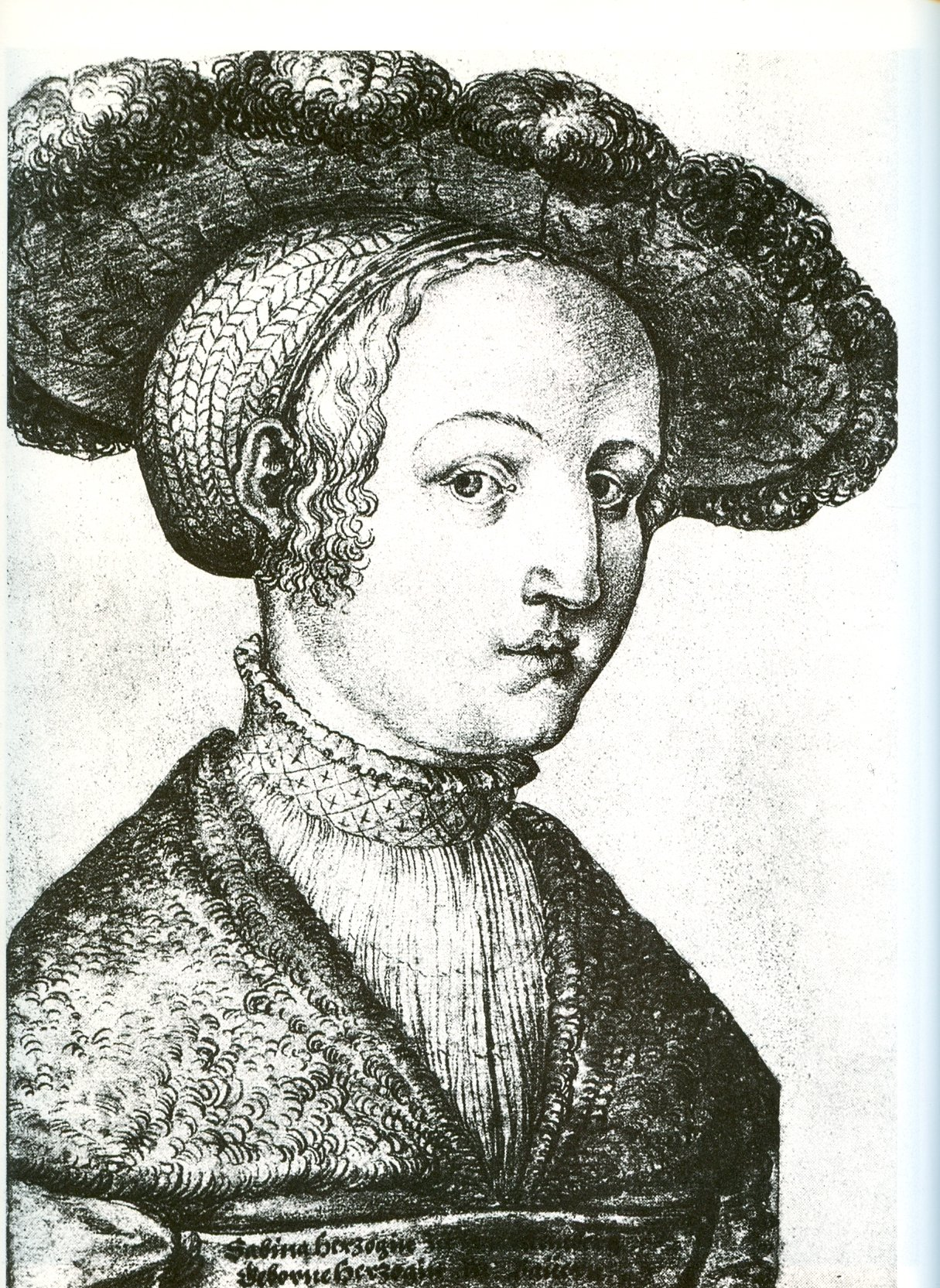
Sabina de Baviera c. 1530.

Sabina de Baviera-Múnich (Múnich, 24 de abril de 1492-Nürtingen, 30 de agosto de 1564) fue princesa de Baviera por nacimiento, y duquesa de Wurtemberg como la esposa del duque Ulrico I de Wurtemberg.

## Biografía

### Familia
Sabina era hija del duque Alberto IV de Baviera y de su esposa, Cunegunda de Habsburgo, hija del emperador Federico III de Habsburgo y de Leonor de Portugal.

### Matrimonio
En 1498, Sabina fue prometida a la edad de seis años, por razones estratégicas de su tío, el rey Maximiliano I de Habsburgo, al duque Ulrico I de Wurtemberg, con quien se casó el 2 de marzo de 1511. El matrimonio fue infeliz debido a la tendencia de Ulrico a la violencia, por lo que Sabina fue finalmente obligada a huir de Wurtemberg sin sus dos hijos y a buscar refugio con sus hermanos en Múnich.
Cuando su hijo, Cristóbal, heredó en 1551 el trono de Wurtemberg, Sabina se trasladó a Nürtingen, que entonces era la residencia de la viuda oficial de los Wurtemberg. Allí llevó una pequeña corte y, siendo una mujer educada, la convirtió en un lugar de encuentro para el protestantismo de Wurtemberg.
Con Ulrico I de Wurtemberg tuvo dos hijos:
1. Ana (30 de enero de 1513-29 de junio de 1530).
2. Cristóbal (12 de mayo de 1515-28 de diciembre de 1568), duque de Wurtemberg.

Fue enterrada junto a su marido en Tubinga.